# Christel Neudeck
Christel Neudeck geb. Schänzer (* 12. Dezember 1942 in Dinslaken) ist eine deutsche Sozialpädagogin und Mitgründerin von Cap Anamur/Deutsche Not-Ärzte sowie der Grünhelme.

## Leben und Werk
Christel Neudeck wurde in eine Arbeiterfamilie am Niederrhein geboren. Ihr Vater starb kurz nach ihrer Geburt als Soldat in Stalingrad. Sie wuchs mit zwei Geschwistern auf. Ihre Mutter ernährte die Familie als Näherin in Heimarbeit.
Seit 1976 lebt sie in Troisdorf in Nordrhein-Westfalen. 1979 gründete sie mit ihrem Mann Rupert Neudeck (1939–2016), mit dem sie seit 1970 verheiratet war, und Freunden (darunter Heinrich Böll) den gemeinnützigen Verein Cap Anamur. Erster Zweck des Vereins war die Rettung der sogenannten Boat People. Christel Neudeck organisierte 14 Jahre lang Spenden und Rettungsaktionen für Cap Anamur und betreute Mitarbeiter „vom heimischen Wohnzimmer aus“, während Rupert Neudeck vor Ort Hilfe leistete. Gleichzeitig zog sie die drei gemeinsamen Kinder, zwei Töchter und einen Sohn, groß. Ein Porträt von ihr in dieser Zeit gibt Günter Grass, der einen (fiktiven) Besucher, einen Beamten aus Bonn, über sie sagen lässt: „heiter gelassen, dabei immer geschäftig, sei es am Herd mit dem Eintopfgericht [...] oder sie hing am Telefon. Außerdem kamen fortwährend Besucher, Ärzte darunter, die ihre Dienste anboten. Dazwischen immerfort die drei Kinder. [...] Wir haben in diesem Fall mit Idealisten zu tun, die sich einen Dreck um bestehende Vorschriften, Richtlinien und so weiter kümmern. Vielmehr sind sie, wie diese gute Frau in ihrem Reihenhaus, felsenfest davon überzeugt, die Welt bewegen zu können.“ 2003 gründete sie zusammen mit ihrem Mann den Verein Grünhelme.
Seit 2005 arbeitet sie als Telefonseelsorgerin der katholischen Kirche. Sie ist seit 2010 Mitglied im Kuratorium der Gesellschaft Freunde Abrahams, dem auch ihr Mann bis zu seinem Tod angehörte.

## Ehrungen
- Christel und Rupert Neudeck erhielten im April 2016 den Erich-Fromm-Preis für ihr Lebenswerk. Wolfgang Thierse hielt die Laudatio.[5] In der Geschichte des Fromm-Preises war es ein Novum, dass einem Ehepaar der Preis verliehen wurde. „Bei näherem Hinsehen wird aber schnell deutlich, dass Rupert Neudeck seinen immensen Einsatz nie hätte leisten können, wenn seine Frau Christel nicht mit eigenen Ideen und tatkräftig all die Projekte mitgetragen hätte.“[6][7]
- 2016 – Staatspreis des Landes Nordrhein-Westfalen, zusammen mit ihrem verstorbenen Mann Rupert Neudeck[8]

## Veröffentlichungen
- mit Rupert Neudeck: Grünhelme: Einsatz an den Brennpunkten der Welt. Kreuz, Stuttgart 2005, ISBN 3-7831-2437-9.
- mit Rupert Neudeck: Zwei Leben für die Menschlichkeit. Gütersloher Verlagshaus, Gütersloh 2009, ISBN 978-3-579-06893-0.